# Кодекартов квадрат
Кодекартов квадрат (также — универсальный квадрат) — теоретико-категорное понятие, двойственное понятию декартова квадрата. Кодекартов квадрат является частным случаем копредела.

## Универсальное свойство
Пусть f : Z → X, g : Z → Y — морфизмы в категории C.
Кодекартов квадрат для пары морфизмов (f, g) — это коммутативный квадрат вида
 ,
который удовлетворяет универсальному свойству, то есть для любого объекта Q с морфизмами j1, j2, дополняющими f, g до коммутативного квадрата, существует единственный морфизм u : P → Q, делающий следующую диаграмму коммутативной:
Объект {\displaystyle P=X\amalg _{Z}Y} с морфизмами i1, i2 называется расслоенным копроизведением (расслоенной суммой, амальгамой, амальгамированной суммой, англ. pushout).
Как и любые универсальные конструкции, кодекартов квадрат не обязательно существует, но если существует, то определён с точностью до изоморфизма.

## Примеры
- В категории множеств {\displaystyle X\amalg _{Z}Y} — это дизъюнктное объединение X и Y, в котором отождествлены элементы с общим прообразом в Z. Более точно, {\displaystyle X\amalg _{Z}Y=X\amalg Y{\big /}\sim ,} где ~ — наименьшее отношение эквивалентности, такое что i1 ∘ f (z) ~ i2 ∘ g(z).

- Конструкция склеивания пространств[англ.] является примером построения расслоенных копроизведений в категории топологических пространств. Более подробно, если Z — подпространство Y и g : Z → Y — соответствующее отображение включения[англ.], то можно «склеить» Y с X по Z, используя «отображение соответствия» f : Z → X. Получившееся в результате склеенное пространство {\displaystyle X\cup _{f}Y} является расслоенным копроизведением X и Y.

- В категории абелевых групп о кодекартовом квадрате можно говорить как о прямой сумме абелевых групп «со склейкой». А именно, если f и g — гомоморфизмы с общим источником Z, кодекартов квадрат является факторгруппой прямой суммы по подгруппе, порождённой всеми элементами вида (f(z), −g(z)). Примерно то же самое можно проделать в категории модулей.